# BiVi仙台駅東口
BiVi仙台駅東口（ビビせんだいえきひがしぐち）は、宮城県仙台市宮城野区榴岡にある複合商業施設である。東日本旅客鉄道（JR東日本）仙台駅東口広場の北側にあり、仙台駅とは地下通路でも接続している。

## 沿革

### ラオックス仙台店として開業
家電量販店であるラオックスが国鉄清算事業団の所有する仙台駅東口の土地約4700平方メートルを落札し、地上8階、地下1階の建物を建設した。これにより1998年（平成10年）11月26日に「ラオックス仙台店」が開業した。仙台店の開業に際して、ラオックスは史上最大規模の投資を行い、さらに地域のニーズを敏感に汲みあげるため、開業の前年、店舗を運営する東北ラオックスを新たに立ち上げた。
ラオックスは2000年（平成12年）に、経営難となっていた仙台に本社を置く家電量販店の庄子デンキを子会社化し、東北での攻勢を強めたが、その後の業績悪化に伴い、2003年（平成15年）4月26日からは仙台店の売り場を1階部分だけに減床した。情報家電販売に特化し、残りのフロアを貸し出した。しかし、その戦略も実を結ばず同年9月末で完全に閉店した。

### BiVi仙台駅東口へ
2004年（平成16年）1月、大和ハウス工業の子会社である大和工商リース（現：大和リース）がラオックスと土地と建物の一括賃貸契約（転貸LOC）を結び、全面改装の上で同年9月にBiVi仙台駅東口を開業した。これにより、BiVi仙台駅東口は飲食店を主体としたテナント構成となった。
2009年（平成21年）8月には、同じ仙台駅東口に2004年（平成16年）6月に開館していた映画館チネ・ラヴィータがBiVi仙台駅東口に移転したが、後述するように賃貸借契約満了によりこの映画館は2024年（令和6年）3月31日で閉館した。閉館後は、姉妹館のフォーラム仙台（青葉区木町通）に営業を集約する。

### 年表
- 1985年（昭和60年） - 国鉄仙石線の連続立体交差事業である仙台トンネル工事開始。
- 1988年（昭和63年） - 仙台駅東第二土地区画整理事業[5]施工。
- 1996年（平成8年）11月 - ラオックスが国鉄清算事業団の所有する仙台駅東口の土地約4700m2を落札。
- 1997年（平成9年）6月 - 東北ラオックス株式会社設立。
- 1998年（平成10年）11月 - ラオックス仙台店がオープン[6]。
- 2000年（平成12年）3月11日 - JR仙石線が地下化・開業。当ビルが仙台駅と仙台駅東西地下自由通路で繋がる。
- 2003年（平成15年）
  - 4月13日 - ラオックス仙台店一旦閉店。建物を「日本ビルド」に貸し出す[6]。
  - 4月26日 - 1階1フロアのみをリースバックし再び営業開始[6]。
  - 9月30日 - ラオックス仙台店閉店。
- 2004年（平成16年）
  - 9月 - 大和リースにより、Bivi仙台駅東口がオープン。
  - 10月 - 4階フロアがオープン。
  - 11月 - 地下1階にパチンコマルハン仙台駅東店がオープン。
- 2009年（平成21年）8月8日 - 2階に映画館「チネ・ラヴィータ」が移転オープン。
- 2024年（令和6年）3月31日 - 映画館チネ・ラヴィータが閉館[4]。

## テナント
飲食店の他に、地下1階にパチンコ、2階にゲームセンター、3階にカラオケとインターネットカフェが入る。5階から8階は24時間営業の駐車場で、この商業施設の利用者だけでなく、一般の利用者も駐車が可能で、一定額の購入で駐車場のサービス券を発行する店舗もある。下記のテナントのうちマクドナルドはラオックス仙台店開業時より存在するテナントである。かつてはラオックスからも入店できたがマクドナルドの店舗の縮小によりできなくなった。

### 4階
- うまい鮨勘
- くいもん屋わん
- NAMASKAR（ナマスカ インド料理）
- 隠れ庵 忍家（ダイニングバー）
- 長寿韓酒房（韓国の酒場）
- やきとん558　仙台ホルモン

### 3階
- アイ・カフェ
- 隆鼻矯正専門店ラプリ仙台店
- コート・ダジュール

### 2階
- ザ・サードプラネット（かつては2階の全フロアに渡って展開していた。）
- サイゼリヤ（レストラン）

### 1階
- ペッパーランチ
- らあめん花月嵐
- 松屋/松のや
- めん家竹治郎
- 大衆食堂半田屋
- 築地銀だこ
- マクドナルド
- 珈琲館
- 丸亀製麺
- コテージ

### 地下1階
- パチンコマルハン

## チネ・ラヴィータ
チネ・ラヴィータ（Cine La Vita）は、BiVi仙台駅東口2階でフォーラムシネマネットワークが運営していたミニシアター（映画館）。館名はイタリア語で「映画のある生活」を意味している。
1985年（昭和60年）7月6日、仙台市内で「日乃出会館」内の映画館を運営していた三和興行株式会社によって、同市東八番丁73-2にあった「宮城林産ビル」内に『仙台シネアート』（せんだいシネアート）として開業したのが始まりである。ビルの2階にスクリーン1、4階にスクリーン2を有しており、両スクリーン共に93の座席があった。
2000年（平成12年）12月にMOVIX仙台、2002年（平成14年）7月に仙台コロナシネマワールドがオープンし、仙台市内はシネマコンプレックスの時代に突入。競合の結果、三和興行は2004年（平成16年）5月28日をもってシネアートを閉館した。
それから1週間後の2004年6月5日より、フォーラムシネマネットワークに経営譲渡され、館名を「チネ・ラヴィータ」に改める。改称2か月後の同年8月には是枝裕和監督作『誰も知らない』が大ヒット。先にオープンしたフォーラム仙台と同様、ミニシアター系の作品を中心に上映するようになる。
2009年（平成21年）7月31日をもって、シネアート時代から使用していたビル内での営業を終了。同年8月8日よりBiVi仙台駅東口2階に移転し、3スクリーン体制となって再スタートした。以後、東日本大震災（2011年）やコロナ禍（2020年 - ）を乗り越えて営業を続けたが、建物の賃貸借契約更新を理由に2024年（令和6年）3月31日をもって閉館。最終上映作は『RRR』（S・S・ラージャマウリ監督）で、シネアート時代から通算して38年8か月の歴史にピリオドを打った。
宮城野区内には先述のコロナシネマワールドも存在していたが、先述の震災の影響で事実上営業が打ち切られており、チネ・ラヴィータの閉館で宮城野区から映画館が全てなくなった。
| スクリーン | 座席数              | 座席数               | 音響          |
| スクリーン | 初代（1985 - 2009） | 2代目（2009 - 2024） | 音響          |
| ---------- | ------------------- | -------------------- | ------------- |
| 1          | 93                  | 64                   | 5.1chデジタル |
| 2          | 93                  | 64                   | 5.1chデジタル |
| 3          |                     | 83                   | 5.1chデジタル |